# 腋光鰓魚
腋光鰓魚（學名：Chromis axillaris），又稱腋光鰓雀鯛，是輻鰭魚綱鱸形目雀鯛科光鰓魚屬的其中一種，分布於西印度洋模里西斯及東非外海海域，深度60至80公尺，體長可達10公分，棲息在外海深水海域，以浮游生物為食，繁殖期時成對出現，雄魚會守護卵直到孵化，生活習性不明。